# 金帶尖豬魚
金帶尖豬魚，又稱金帶藍胸魚，為輻鰭魚綱鱸形目隆頭魚亞目隆頭魚科的其中一種，分布於印度西太平洋區，包括斯里蘭卡、泰國、印尼等海域，棲息深度4-30公尺，體長可達11公分，棲息在沙石底質的開放水域，生活習性不明。